# Lucillo
Lucillo – gmina w Hiszpanii, w prowincji León, w Kastylii i León, o powierzchni 164,91 km². W 2011 roku gmina liczyła 414 mieszkańców.